# Jamaa Islamiya (Liban)
Pour les articles homonymes, voir Jemaah Islamiyah.
 (février 2019).
Si vous disposez d'ouvrages ou d'articles de référence ou si vous connaissez des sites web de qualité traitant du thème abordé ici, merci de compléter l'article en donnant les références utiles à sa vérifiabilité et en les liant à la section « Notes et références ».
La Jamaa Islamiya (arabe : الجماعة الإسلامية) ou Groupe islamique en français est un parti politique islamiste sunnite de la mouvance des Frères musulmans, présents dans de nombreux pays à majorité musulmane.
Elle est affiliée à l'Alliance du 14-Mars qui s'oppose politiquement à la Syrie baasiste et au Hezbollah.

## Histoire
La Jamaa Islamiya s'est installée au Liban à partir de 1952, durant le séjour en exil à Beyrouth de Moustapha Siba’i, superviseur général des Frères musulmans syriens, sous le régime de Adib Chichakli. L'idéologie islamiste s'est alors répandue dans plusieurs villes sunnites du Liban, notamment Tripoli, avec l'apparition de figures charismatiques locales, parmi lesquelles l'ancien député fondamentaliste Fathi Yakan.
Durant le mandat du président libanais Camille Chamoun, la Jamaa Islamiya annonçait ses positions hostiles au gouvernement pro-occidental et a pris part avec les forces de gauche et arabisantes à la guerre de 1958 contre les partis de droite pro-occidentaux de Chamoun et de Pierre Gemayel.
Mais ce n'est qu'en 1964 que la Jamaa Islamiya, en tant que parti politique, fut officiellement établie. Son premier secrétaire général fut Fathi Yakan. Les principaux points idéologiques étaient :
- Répandre le message de l'islam ;
- Organiser les structures des adhérents au message de l'islam culturellement et socialement ;
- Se protéger contre l'invasion de la culture occidentale ;
- Agir pour une nouvelle société dans laquelle l'islam régit les comportements individuels ;
- Rassembler les diverses mouvances musulmanes autour du retour aux sources.

La Jamaa Islamiya s'est alors répandue dans les cercles professionnels et estudiantins, organisant des camps de formation et d'encadrement. Elle a aussi pris part au débat politique dans le pays sans pour autant participer aux élections dans les années 1960.
C'est en 1972 que la Jamaa Islamiya a présenté son premier candidat aux élections législatives à Tripoli.
Avec le déclenchement de la Guerre du Liban en 1975, la Jamaa Islamiya a fondé sa milice militaire, présente surtout à Tripoli et au Nord-Liban, avec une présence à Beyrouth et à Saïda. Avec l'entrée des Forces de Dissuasion Arabes en 1977, la Jamaa Islamiya a cédé ses positions et son armement lourd, tout en maintenant une organisation chargée de la liaison sécuritaire.
Toujours lors de la guerre, la Jamaa a développé son réseau social, écoles, dispensaires, centres culturels, etc.
Les années 1980 ont été celles de la forte expansion de la Jamaa, après les événements de 1979 : la révolution islamique en Iran et la résistance islamiste à l'invasion soviétique de l'Afghanistan, puis la création du Mouvement Hamas dans les territoires palestiniens.
La Jamaa Islamiya a aussi pris part à la résistance contre l'occupation israélienne du Liban après l'invasion de 1982.
La Jamaa Islamiya s'est ensuite intégrée au jeu politique libanais après les Accords de Taëf, faisant élire trois de ses membres au Parlement libanais en 1992. En 1996, seul un membre fut élu. Depuis 2000, la Jamaa ne dispose plus de membres au Parlement.
En 2004, les candidats de la Jamaa Islamiya ont remporté de nombreuses victoires lors des municipales, particulièrement dans la région sunnite du Chouf.
La Jamaa a adopté une posture prosyrienne très modérée lors de la mainmise syrienne sur le Liban, bien qu'en réalité, l'opposition entre ce groupe et le régime syrien fût énorme, en rapport avec la persécution des Frères musulmans en Syrie par le parti Baath.
Après l'assassinat de Rafiq Hariri, la Jamaa Islamiya s'est rapprochée des partis de l'Alliance du 14 Mars, prenant part à certaines de leurs manifestations, sans en faire partie pour autant. Ainsi, elle a appelé au boycott lors des élections législatives de 2005 et tente aujourd'hui de proposer une issue à la crise qui sépare la majorité parlementaire du Hezbollah, via une position médiane.
Les principales figures du mouvement sont aujourd'hui le secrétaire général Fayçal Mawlawi et le président de son bureau politique, l'ancien député Assaad Harmouche.
La branche armée du Groupe islamique, les Forces al-Fajr, ont lancé des missiles sur Israël lors des affrontements à la frontière israélo-libanaise de 2023. Bassem Hammoud, chef adjoint du bureau politique du Groupe islamique, a précisé que son parti n'était « pas aligné sur le Hezbollah… mais nous sommes avec eux en termes de résistance contre Israël ».